# Trdnjava Gobindgarh
Trdnjava Gobindgarh je zgodovinska vojaška utrdba v središču mesta Amritsar v indijski zvezni državi Pandžab. Trdnjavo je do nedavnega zasedla indijska vojska, vendar je bila 10. februarja 2017 odprta za javnost. Danes se razvija kot muzej in tematski park, kot skladišče zgodovine Pandžaba.
Ljudsko znana kot Bhangian da Killa (trdnjava Bhangijev) po njenem ustanovitelju iz 18. stoletja, ki je pripadal Bhangiju Mislu vladarjev Dhillon Džats. Maharadža Randžit Singh jo je v zgodnjem 19. stoletju preimenoval po 10. sikhovskem guruju, Guruju Gobindu Singhu.
Trdnjava Gobindgarh stoji na jugozahodnem obrobju Amritsarja, v kvadratnem vzorcu, z obsegom 1000 m in je v celoti sestavljena iz opeke in apna. Imela je 25 topov, nameščenih na obzidju, in je ostala pri vladarjih Bhangi do leta 1805. Od sredine 19. stoletja do indijske neodvisnosti leta 1947 jo je zasedla britanska vojska, ki je trdnjavo izvedla številne obrambne izboljšave, da bi upoštevala tehnološki napredek v orožju.

## Zgodovina
Prvotno jo je zgradil Dhillon Džat Misldar (vodja milice) Gudždžar Singh Banghi iz Bhangi Misla, lokalnega poglavarja v 18. stoletju. Gobindgarh je v zgodnjem 19. stoletju osvojil in okrepil maharadža Randžit Singh, ki jo je preimenoval po 10. sikhovskem guruju, Guru Gobind Singh. Trdnjava je imela pet topov, vključno s slavnima dvema topovoma Zamzama. Strukture, zgrajene v tej fazi, so bile krožna pot v osrednjem delu najbolj notranjega ograjenega prostora, Tošakhana (zakladnica) in bastijoni. Leta 1805 jo je maharadža Randžit Singh okrepil. Eden glavnih razlogov za postavitev trdnjave je bil rešiti Zlati tempelj (Harimandir Sahib) in mesto pred napadalci, ki so skozi 18. stoletje uporabljali cesto Grand Trunk in so pogosto napadali mesto z namenom plenjenja. V tej fazi so jarek in vrata zgradili z uporabo začetnih temeljev iz blata za sodobno vojaško obrambno strukturo, ki se je zgledovala po načrtih francoske vojaške trdnjave. Trdnjava je bila prenovljena s pomočjo francoskega arhitekta. Poroča se, da je maharadža Randžit Singh v Tošakhani hranil svoj zaklad, ki je vključeval slavni Koh-i-Noor in zaloge za vojsko 2000 vojakov. Leta 1849 so Britanci zavzeli trdnjavo in naredili pomembne spremembe na bastijonih in vratih, ko je bila sprejeta nova topniška tehnologija.

## Opis
Zgrajena je iz opeke in apna ter je postavljena v kvadrat. Vsak od njenih vogalov ima parapet in dvoje vrat. Imela je 25 topov nameščenih na obzidje in štiri bastijone. Glavni vhod, Nalva Gate, je poimenovan po Hari Singh Nalva. Vrata Keller so zadnji vhod. Proti Lahoreju vodi predor. Prvotno je bilo v trdnjavi 25 topov. Trije bastijoni, povezani z obzidjem, prikazujejo pozitivne vrednosti v strukturi skupne niti. Ti vključujejo duhovno osnovo za borilne tradicije, večkulturni etos, progresivno, ustvarjalno in pragmatično perspektivo, odpor proti tiraniji in zaščito pred šibkimi. Oporniki lahko delujejo kot razgledna ploščad za parado vojakov in za ceremonialne namene. Bungalov okoli nje je bil zgrajen za poveljnika trdnjave z opeko, reciklirano iz starejše stavbe Sikhov. Trdnjava je prej imela osem stražnih stolpov. Imam-ul-din (mlajši brat zunanjega ministra kraljestva Lahore) iz fakirske družine Lahore je bil zadolžen zanjo. Nasledil ga je njegov Tadž-Ud-din kot Qiladar. V trdnjavi je bila kovnica kovancev.Izdelovali so tudi topove. Radža Dhian Singh, minister na dvoru maharadže Randžita Singha, je imel svojo rezidenco v trdnjavi. Tu se je zgodila velika poroka princa Nau Nihal Singha (vnuka maharadže Randžita Singha) leta 1837. Eden od stražnih stolpov je bil visok 50 metrov in je bil dokončan leta 1874. Kasneje ga je indijska vojska po osamosvojitvi porušila.

## Gradbeni posegi sikovskega obdobja
- Edinstven sistem utrjevanja

Ni mogoče jasno razlikovati med gradnjo zidov in vrat utrdbe v obdobju Bhangi in obdobjem Randžita Singha, vendar so bili revelini kljubovalno prispevek iz obdobja maharadže Randžita Singha. Utrdba je imela dvonivojski sistem obzidja in revelinov, obdanih s 5 m globokim jarkom. Dvojni sloj obzidja v dveh ravneh je zagotavljal učinkovit obrambni sistem. Zidovi so bili debeli 10–12 m in so imeli polnilo iz blata, saj je jedro na obeh straneh zaščiteno z opeko Nanak šahi v apneni malti. Debele blatne stene so delovale kot stena za absorpcijo sunka v primeru napadov topovskih krogel. Ravni teren in izboljšano evropsko topništvo sta predstavljala večjo nevarnost in izziv za delovanje te utrdbe. Maharadža Randžit Singh je s pomočjo francoskih vojaških častnikov do leta 1823 dvignil Fuaz-i-khas. Skupaj s francoskimi tehnikami bojevanja so ti častniki s seboj prinesli francoske sodobne sisteme utrdb, da bi jih podpirali. Maharadža je sprejel te sisteme v utrdbi Gobindgarh, da bi okrepil utrdbo iz blata. Revelin - kot navzven nagnjen element zgrajen pred obzidjem trdnjave. Ti so branilcu zagotovili primeren položaj na visoki točki, da je lahko postavil svoje topove in dobil širok razpon sovražnika na nižji ravni, medtem ko je imel sovražnik svoje topove na neugodnem položaju. Tudi če se je sovražniku uspelo povzpeti na reveline, je bil lahka tarča za topove na obzidju.
- Okroglo podnožje bungalova

Ta stavba je postavljena kot skoraj geometrično središče kompleksa utrdbe. Osrednji položaj kaže na prvovrstno uporabo stavbe. Krožni podstavek je edini ostanek stavbe Sikhov, kar samo po sebi govori o njeni bogati arhitekturni zapuščini. Morda je bil podstavek zelo visoke stožčaste stavbe (predlagano v skladu s podobnimi sočasnimi stavbami). To je podporni visok podstavek, podprt z zunanjim zidanim zidom in zelo okrašenim zidanim opornikom. Ti krožni oporniki imajo širši kapitel s tremi zidanimi venčnimi pasovi. Ta štrleči venčni pas se nadaljuje po celotnem krožnem zidu v nivoju podstavka. Ima blatno polnilo z opeko Nanak šahi v apneni malti. Detajli ornamentike so v zidu. Površina je morda imela apneni omet kot površinsko obdelavo.
- Tošakhana

Stavba je bila prvotno zgrajena z apnenim ometom. Tošakhana leži v sredini ob severnem obzidju utrdbe. To je kvadratna zgradba, razdeljena na dva prostora. Stene podpirajo zidani okrašeni oporniki (Burdž). Ti oporniki so tristranski zoženi stebrasti nosilci s kupolastim kapitelom. Obe komori imata nizki obokani strehi, pokriti z enojnim obokom nad njima - sistem dvojnega oboka. 1,5 m debele stene in oboki so zgrajeni z opeko Nanak šahi v apneni malti. Ni dokazov o originalnih tleh. Maharadža Randžit Singh je leta 1813 objavil, da je MislBeli Ram odgovoren za Toškhano. Ob zidu stavbe so bile zgrajene sobe za namestitev vojakov. Na južni strani objekta je bil najden strelovodni sistem iz bakra.
- Bastijoni

Obstajajo štirje bastijoni na štirih kardinalnih točkah utrdbe - na strateški lokaciji za varovanje. So na visokem krožnem podstavku, ki tvori del obzidja. So stožčasti težki zidani bastijoni z nazobčanim pasom, ki teče na najvišji ravni. V tem trenutku so bili bastijoni morda odprti proti nebu.
- Vojaški inženiring

Dolga cesta od vhoda Vidžaj Čowk vodi do prvih zgodovinskih vrat, Zunanjih vrat. Če prečkamo dva dela zunanjih vrat, se cesta vije v desno in zadene pravokotno na vrata Nalva (dovršena dvojna vrata). Vrata Nalva imajo tudi prehod do spodnjega vzvoda obzidja. Ko prečkamo vrata Nalva, cesta nenadoma ostro zavije v Notranja vrata. Skozi Notranja vrata se cesta spet vije in vstopi na dvorišče kompleksa. Vrata so tako postavljena kot kontrolne točke, nenadni zavoji na cesti pa so namenoma zasnovani tako, da vključujejo nenadne napade na bližajočo se vojsko. Na vsakem vhodu je mogoče opaziti postojanke za vojake za obrambo in protinapad sovražnika. Tik pred Zunanjimi vrati pride v poštev več linij napadalnih sil. Stražni stolp bi imel čete nameščene na zgornjem nivoju pred vrati, v izrezu v obzidju čez pa bi bil postavljen top za streljanje na bližajočega se sovražnika. Tako je oblikovanih več ravni napadalnih linij. Bastijon ima dvonivojsko obrambo. Obokane odprtine in terasa skupaj delujejo kot dvojni sistem ploščadi za napad.

## Gradbeni posegi britanskega obdobja
- Ostrešje bastijonov

Potem ko so Britanci prevzeli trdnjavo sredi 1850-ih, ni bilo nobene grožnje z vojno proti nadzorni Vzhodnoindijski družbi, razen nekaterih lokalnih vstaj, ki so bile majhne zadeve in niso zahtevale uporabe utrdbe kot vojaškega aktivnega kompleksa. Do leta 1859 so bastijone začeli uporabljati predvsem kot vojašnice za nastanitev vojakov. Ker v bastijonih niso več streljali s topovi (pri čemer vpliv topovskega ognja ni bil več dejavnik), so bili uporabljeni za bivanje. Načrt ohranjanja, upravljanja in ponovne uporabe utrdbe Gobindgarh so pripravili Britanci, ki so nato zgradili strehe nad bastijoni. Spreminjanje političnega scenarija je sprožilo spremembo rabe stavbe, kar je povzročilo spremembe v obliki. Notranje obokane stene so bile nato nadzidane v tanjših odsekih, ki so ponavljali spodnje loke, da bi dvignili stene do želene ravni terase. Zgrajena je bila tipična madraška streha – tradicionalna ravna streha iz lesenih tramov, gred in ploščic s terasami iz blata, ki izvira iz južne Indije in so jo sprejeli Britanci. Strešna okna s poševno streho in sredinsko zasukanimi odprtinami za prezračevanje s polkrožnimi izbočenimi detajli džali so bila zgrajena za optimizacijo svetlobnih pogojev v teh velikih prostorih barak.
- Bungalov

Okrogla sikhovska stavba, ki je bila postavljena skoraj v središče kompleksa utrdbe, je bila bodisi porušena med zavzetjem utrdbe ali kasneje - dokazov za isto ni mogoče najti. Vendar pa je treba omeniti, da se zdi, da so Britanci zgradbo podrli nad nivojem podstavka in zgradili nadgradnjo s ponovno uporabo istih materialov. Osrednji položaj stavbe kaže na njen pomen v dobi sikhov, zato je bilo to dejanje gradnje na vrhu sikhovskega podstavka izjava politične moči. Leta 1864 je bila zgrajena pravokotna nadgradnja s štirimi častniškimi prostori (legenda pravi, da je bil Bungalov, vendar tega ni mogoče preveriti). Veliko kolonialno stopnišče je bilo zgrajeno z okrasnimi zidanimi oporniki. Gre za polvijačno stopnišče na vzhodni fasadi, na zahodni strani pa je prisotno tudi servisno stopnišče, vendar letnice njegove izgradnje ni mogoče določiti. Zasnova četrti je bila takšna, da so vse štiri četrti imele ločen vhod in verando na zadnji strani. Vsaka četrt je imela 2-3 majhne bivalne sobe. Zapisano je tudi, da so obstajali kuhinja in 8 prostorov za služabnike, čeprav njihovih dokazov na kraju samem v sedanjem kontekstu ni mogoče preveriti. Po zapisih je bila zgrajena s ponovno uporabo Nanak šahi opeke v blatni malti, tla so bila zgrajena iz cementnega betona, medtem ko je bila streha zasnovana kot blatna streha z ravnimi ploščicami.
- Dvorana Darbar

Dvorana Darbar leži na vzhodnem koncu skoraj v središču osi sever-jug. Do nje pripelje glavna cesta, ki vodi od Notranjih vrat. Leži južno od te ceste in vzhodno od bungalova. Podstavna zaščita in lesene žaluzije nakazujejo, da bi bil vhod z zahodne fasade. Po zapisih je bila zgrajena leta 1850 kot bolnišnica s šestimi posteljami. To je stavba tipične kolonialne zasnove, pravokotna dvonadstropna s stebriščno verando, ki se razprostira po obeh nadstropjih. Pritličje je razdeljeno na tri prostore, ki so nadalje razdeljeni na dve do tri sobe. Ima visok strop. V nadstropje vodijo velike zidane stopnice z leseno ograjo. Čeprav bi lahko bila v pritličju bolnišnica, zgornje nadstropje – z ogromno dvorano in ovalnimi, zastekljenimi okrasnimi zračniki – ni primerna za tovrstno uporabo. Namembnost nadstropja in doba izgradnje nista določena. S štirimi ognjišči je velika javna dvorana, ki odraža praznično razpoloženje. Stene so iz opeke Nanak šahi z blatno malto, čeprav je pomembno omeniti, da so bile v stebrih in podstavku itd. uporabljene posebne opeke (zlasti lite opeke s poševnimi robovi). Tla so bila iz cementnega betona. Verande so imele zanimive lesene žaluzije in ograje z oporniki za zaščito pred tropsko vročino. Ostanki sistema škripcev kažejo, da so bile zavese nameščene z istim namenom. Strešna kritina in vmesni pod sta bila sistem lesenih nosilcev (posebej izrezljanih robov), ki so se opirali na lesene konzole, lesene grede in opečne ploščice s terasastim polnilom iz blata. Stebri stavbe so morda imeli vidno ogrodje, stene pa so morda imele apneni omet.
- Vojašnica in častniška menza

Ta stavba leži južno od bungalova v zelo neposredni bližini. Obseg prvotne sikhovske stavbe je morda bil majhen in nemoteč za podstavek bungalova, vendar so kolonialni dodatki zmotili obseg in velikost stavbe, tako da se zdi, da ovira cenitev okroglega sikhovskega podstavka bungalova. Ta stavba je bila zgrajena na ostankih stare sikhovske stavbe, debele severne in južne stene ter značilne večlistne, obokane okrasne odprtine potrjujejo isto. Osrednje jedrne sobe so morale biti sikhovskega izvora, ki so jih v britanskem obdobju leta 1850 preuredili v kolonialno stavbo. Ta pravokotna stavba, ki poteka v smeri vzhod-zahod, je bila razdeljena na manjše prostore. Na zahodu je bila zgrajena veranda s stebrišči – spet tipična kolonialna značilnost za zaščito pred tropsko vročino. Stavba je bila uporabljena kot jedilnica in vojašnica za častnike (OR). Debele stene sever-jug iz obdobja sikhov so zgrajene iz opek Nanak šahi v apneni malti, medtem ko so stene britanskega obdobja iz opek Nana šahi v blatni malti. Prvotna talna obloga ni znana, vendar so jo v britanskih časih spremenili v cementni beton. Prvotno zidano obokano kritino, značilno za stavbe iz obdobja sikhov, je zamenjal zanimiv sistem lesenih strešnikov s ploščicami in polnilom iz blata kot strešno kritino.

## Zamzama
Bhangia-di-top ali top, ki je pripadala BhangiMislu, znan kot Zamzama, je masiven, težek top, 80 funtov, dolžine 14 čevljev, 41⁄2 palca, z odprtino izvrtine 91⁄2 palca. Ta top, med največjimi, ki je bil kdaj izdelan na podcelini, je leta 1757 skupaj z drugim topom enake velikosti v Lahoreju ulil Šah Nazir (kovinar nekdanjega mogulskega podkralja) pod vodstvom Šah Vali Kana, ki je bil premier v času vladavine afganistanskega kralja Ahmed Šaha Duranija. Po mnenju nekaterih piscev je bilo nekaj kovine pridobljeno z džizja, kovinskimi posodami, ki so jih vzeli iz hindujskih gospodinjstev v Lahoreju.
Top ima dva perzijska napisa. Na sprednji strani piše: »Po ukazu cesarja [Ahmad Šaha], DuriDurran, je Šah Vali Kan vazir izdelal top z imenom Zamzama ali Zavzemalec utrdb.« In daljši verzificirani napis se glasi: »Uničevalec celo nebeških trdnjav.« Leta 1762 je poglavar Bhangija, Hari Singh, napadel Lahore in prevzel topove. Nato je postal znan kot Bhangian di Top. Leta 1802, ko je maharadža Randžit Singh zasedel Amritsar, je top padel v njegove roke. Randžit Singh ga je uporabil v svojih kampanjah Daska, Kasur, Sudžanpur, Vazirabad in Multan. Med obleganjem citadele leta 1810 so ga prepeljali v Multan v posebej zgrajeni kočiji, vendar se ni izpraznil.